# 何景榮
何景榮（1977年12月24日—），臺灣社會科學學者與社運人士，東南亞裔台灣新住民第二代，父親是台灣人，母親為印尼人，說得一口流利的印尼文與英文，但是說得最好的還是中文，自詡為「最多穆斯林朋友的基督徒」與「最了解印尼的台灣人」。2016年獲選為中華民國十大傑出青年，現為逢甲大學通識教育中心助理教授、淡江大學全球政治經濟學系助理教授、天下雜誌換日線 Crossing專欄作家、資深柯粉。於2019年加入台灣民眾黨後至今。

## 生平
何景榮是台灣新住民代表人物，1977年出生於印尼雅加達，三個月後與家人返台定居，在台灣受教育、成長，從小就與母親以印尼語溝通，因而能講流利印尼語。
2005年何景榮從國立政治大學政治學系碩士班畢業，考取中華民國教育部留學獎學金和美國國務院傅爾布萊特計畫獎學金，並向臺北市政府申請留學貸款後遠赴美國攻讀博士。2016年取得夏威夷大學社會學博士。
2016年11月何景榮當選第54屆中華民國十大傑出青年，同年加入民主進步黨。2017年2月，民進黨成立「新住民事務委員會」，何景榮為十二位委員之一。
2019年9月22日，台灣民眾黨正式提名何景榮參加臺北市第三選舉區立法委員選舉，與中國國民黨候選人蔣萬安、民進黨候選人吳怡農共同角逐立法院席位。2019年9月6日，民進黨發言人李明俐表示，民進黨在台北市第三選舉區已確認提名吳怡農參選，目前民進黨尚未收到何景榮是否受台灣民眾黨徵召參選該區立委的訊息，黨員接受其他政黨徵召參選者是“違紀參選”、需開除黨籍。
2020年6月6日，國民黨高雄市議會議長許崑源墜樓身亡，時任民進黨桃園市議員王浩宇在臉書貼出黑底大字快訊「力挺韓國瑜！高雄市議長許崑源晚間墜樓身亡」，挨批「消費死者」，隨後緊急刪文並道歉。2020年6月8日，何景榮穿上印有2013年11月4日王浩宇（當時仍為綠黨黨員）臉書貼文「民進黨真多敗類」之截圖與王浩宇照片加「我就民進黨」五字哏圖的T恤，諷刺王浩宇是在野各黨的「選票提款機」。
2020年11月21日，面對王浩宇罷免案，神隱中的王浩宇在臉書發表抹紅文章，指控民進黨台北市議員王世堅身為中天新聞台政論節目的常客，不但護航中天新聞台，而且多次砲轟蘇貞昌內閣，還宣稱行政院院長蘇貞昌將於2021年春節後離職，替中國共產黨「挑撥總統（中華民國總統蔡英文）與院長（蘇貞昌）的關係」。2020年11月23日，何景榮赴臺灣宜蘭地方檢察署，持王浩宇文章截圖告發王世堅涉嫌觸犯《反滲透法》，要求檢察官傳喚王浩宇上法庭作證、而非放任王浩宇躲在網路上放話。
2020年7月29日，何景榮在臉書發表文章批評，「焦糖哥哥」陳嘉行與其餐廳的台灣新住民合夥人丁梅卿爆發經營糾紛，陳嘉行公審、霸凌新住民姊妹的行為是「被權勢、利慾所薰心的糖」。2020年11月14日，何景榮又在臉書發表文章批評，在牛肉麵之亂中，陳嘉行仗著黨政關係良好，影射其他餐廳使用萊牛。陳嘉行控告何景榮涉嫌《中華民國刑法》「加重誹謗罪」。2021年8月25日臺灣臺北地方法院開庭，何景榮說，陳嘉行曾經公開辱罵丁梅卿「×女人」，還上節目指控丁梅卿說假話，符合大眾對於「公審」、「霸凌」的定義；陳嘉行多次在臉書貼出與蔡英文及監察院院長陳菊的合照，甚至曾經直接要求蔡英文改進民進黨，足以證明其黨政關係良好；當時正好爆發民進黨立委蘇震清貪汙案，他以「被權勢、利慾所薰心的糖」等語評論陳嘉行，是希望陳嘉行不要變成蘇震清那樣的人，並無誹謗惡意，「這是我為人師表的諄諄善誘」。陳嘉行透過律師表示，他曾發律師函要求何景榮撤除不實貼文，但何景榮未回應，顯見何景榮有惡意且無悔意，他建請法官用最重刑度判刑。2021年10月7日，台北地方法院一審判決，何景榮是善意發表適當評論、不構成誹謗，故無罪。
2020年12月，民進黨已婚立委王定宇遭《鏡週刊》直擊與同黨發言人顏若芳同居，引發爭議；何景榮當時在臉書貼文寫到「這個兲沒用了」、「我想吃八千含稅早餐，也想被顏若芳摸頭（我沒說哪個頭喔！）」，顏若芳以涉嫌性騷擾與性侮辱為由提告求償新台幣30萬元。2022年7月15日，台北地方法院判決，顏若芳與王定宇是參與政治活動的公眾人物，顏王二人是否擁有正直誠實的品格屬於公眾可討論之事，何景榮臉書貼文屬於適當評論故免賠，顏若芳敗訴。
2022年8月7日，台灣新住民黨台北市黨部成立大會，何景榮在臉書貼文「有個滿嘴『新南向』，『南』到許添財找了個『印尼假國王』來台吸金，『向』到新南向代言人蘇震清貪污入獄的政黨，怎麼都沒候選人來」，諷刺民進黨與新南向政策；同時諷刺翁達瑞，「希望翁達瑞拉出來的『政黑蛔蟲』別再散播『何景榮不繳黨費』的謠言了」。
2022年12月22日，何景榮回憶，2017年12月8日他以新住民身分被叫進總統府會見蔡英文，美其名是蔡英文要關懷台灣新住民、諮詢新南向政策，實際上就是進總統府吃吃喝喝、拍照，營造蔡英文政府關心新住民、推動新南向政策的假象而已；後來他才知道，「民進黨喜歡的是沒有聲音、可以拿來當樣板的新住民或原住民」，民進黨當然不喜歡像他這麼多意見、比前中華民國副總統呂秀蓮還吵的新住民；就算有為禍人間的酒駕前科（影射民進黨原住民政治人物谷辣斯·尤達卡），「只要聽話，照樣能升官」。何景榮回憶，當時蔡英文姍姍來遲，她坐下來的第一句話是「唉！剛才開國安會議，我都快睡著了，他們講話好無聊」，總統府發言人林鶴明聽了臉色鐵青。12月23日，時任民進黨代理秘書長的林鶴明駁斥，當天新住民姐妹才是主角，何景榮卻多次消費與蔡英文同台的機會，這種「消費他人」的操作才真的很無聊。何景榮回批，當天是「總統諮詢新住民事務」，不請自來、從頭到尾不發一語的林鶴明憑什麼認為「新住民弟兄」不能參與；他從頭到尾要炒作、要消費的就是民進黨的雙標醜態，也是雙標的林鶴明自己跳出來對號入座。
2024年8月28日，針對京華城案，何景榮公開支持台灣民眾黨主席柯文哲辭職。何景榮說，他在2019年加入台灣民眾黨，至今未退黨，因此合理表態支持柯文哲辭職，並推舉台灣民眾黨立法院黨團總召集人黃國昌擔任代理主席。

## 著作
- 《上一堂很有事的印尼學：是隔壁的窮鄰居，還是東協的老大哥？》（先覺出版社2019年初版，ISBN 978-9861343488）

## 外部連結
- 何景榮的Facebook專頁
- 老師雞 何景榮的Facebook專頁
- YouTube上的何景榮頻道